# Saint-Bonnet
Saint-Bonnet là một xã thuộc tỉnh Charente trong vùng Nouvelle-Aquitaine tây nam nước Pháp. Xã này có độ cao trung bình 80 mét trên mực nước biển.

## Dân số
| Năm  | Dân số | Mật độ |
| ---- | ------ | ------ |
| 1962 | 418    | -      |
| 1968 | 470    | -      |
| 1975 | 415    | -      |
| 1982 | 369    | -      |
| 1990 | 374    | -      |
| 1999 | 337    | 18/km² |